# گلن هدلی
گلن اِیمی هِدلی (انگلیسی: Glenne Aimee Headly؛ زادهٔ ۱۳ مارس ۱۹۵۵ - ۸ ژوئن ۲۰۱۷) یک هنرپیشه اهل ایالات متحده آمریکا بود. وی از سال ۱۹۷۹ میلادی تا زمان مرگش مشغول فعالیت بوده‌است.

## گزیدهٔ آثار

### سینما
- بچه‌دارشدن (۲۰۱۸)
- تازه شروع شده (۲۰۱۷)
- بختت رو شماره‌گیری کن (۲۰۱۵)
- دان جان (۲۰۱۳)
- کیت کیترج: یک دختر آمریکایی (۲۰۰۸)
- قطعه موسیقی آقای هولاند (۱۹۹۵)
- حرامزاده خارج از کارولینا (۱۹۹۶)
- ۲ روز در دره (۱۹۹۶)
- گروهبان بیلکو (۱۹۹۶)
- افکار مرگبار (۱۹۹۱)
- النی (۱۹۸۶)
- رز ارغوانی قاهره (۱۹۸۵)
- نادین (۱۹۸۷)
- ساختن آقای مطلوب (۱۹۸۷)

### تلویزیون
- پارک‌ها و تفریحات (۲۰۱۲)
- سی‌اس‌آی (۲۰۰۸)
- آناتومی گری (۲۰۰۸)
- قانون و نظم: واحد قربانیان ویژه (۲۰۰۵)
- مانک (۲۰۰۴–۲۰۰۳ و ۲۰۰۶)
- بخش فوریت‌های پزشکی (۱۹۹۷–۱۹۹۶)
- فریژر (۱۹۹۵)